# Bourse du Ghana
Pour les articles homonymes, voir GSE.
La Bourse du Ghana (en anglais: Ghana Stock Exchange) (GSE) est une bourse en Ghana basée à Accra.

## Histoire
Depuis sa création, les actions cotées à la GSE sont intégrées à l'indice principal, le GSE All-Share Index. En 1993, le GSE était le sixième indice boursier émergent le plus performant, avec une appréciation du capital de 116 %. En 1994, il était l'indice boursier le plus performant de tous les marchés émergents, avec une hausse de 124,3 %. En 1995, la croissance de l'indice était de 6,3 %, en partie due à une inflation et des taux d'intérêt élevés,,.
La croissance de l'indice en 1997 était de 42 %, et fin 1998, il était de 868,35 (voir la Revue de 1998 pour plus d'informations). En octobre 2006, la capitalisation boursière de la Bourse du Ghana s'élevait à environ 111 500 milliards de cédis (11,5 milliards de dollars). Au 31 décembre 2007, la capitalisation boursière de la GSE s'élevait à 131 633 milliards de cédis. En 2007, l'indice a progressé de 31,84 %
Les secteurs manufacturier et brassicole dominent actuellement la bourse. Le secteur bancaire arrive en troisième position, tandis que les autres sociétés cotées appartiennent aux secteurs de l'assurance, des mines et du pétrole. La plupart des sociétés cotées à la GSE sont ghanéennes, mais on y trouve aussi quelques multinationales.
Bien que les investisseurs non-résidents puissent négocier des titres cotés en bourse sans autorisation préalable des autorités de contrôle des changes, certaines restrictions s'appliquent aux investisseurs de portefeuille non-résidents au Ghana. Les limites actuelles applicables à tous les types de participations des investisseurs non-résidents (qu'ils soient institutionnels ou particuliers) sont les suivantes: un investisseur unique (c'est-à-dire un investisseur non-Ghanéen résidant à l'étranger) est autorisé à détenir jusqu'à 10 % de chaque action. Deuxièmement, pour chaque action, les investisseurs étrangers peuvent détenir jusqu'à 74 % du capital (dans des circonstances particulières, cette limite peut être levée). Ces limites excluent également la négociation d'actions Ashanti Goldfields. Ces restrictions ont été abolies par la loi sur les changes de 2006 (loi 723).
Une retenue à la source de 8 % est appliquée sur les revenus de dividendes pour tous les investisseurs. Les plus-values sur les titres cotés en bourse resteront exonérées d'impôt jusqu'en 2015. Cette exonération s'applique à tous les investisseurs. Il n'existe aucune réglementation relative au contrôle des changes concernant le transfert du capital d'investissement initial, des plus-values, des dividendes, des paiements d'intérêts, des rendements et autres revenus connexes.
La négociation des actions d'Atlantic Lithium à la Bourse du Ghana (GSE) a débuté, marquant un tournant dans les pratiques d'exploitation minière au Ghana. Atlantic Lithium, qui supervise le projet de lithium d'Ewoyaa dans la région centrale, a officiellement fait son entrée à la Bourse du Ghana le lundi 13 mai 2024, offrant des actions d'une valeur de 649 669 053 cedis,.